# Màquina d'afaitar

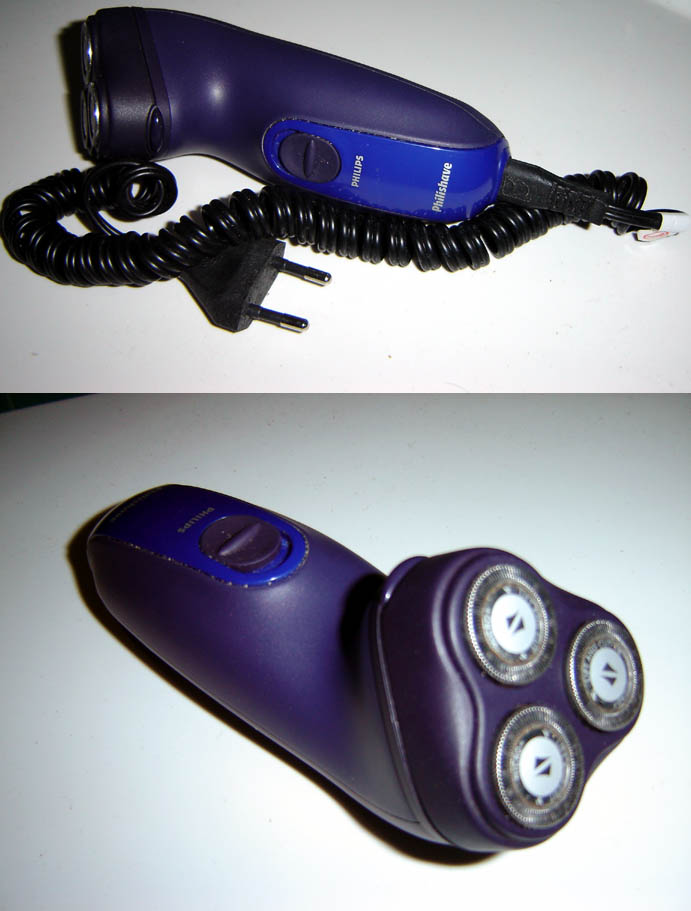
Afaitadora elèctrica

La màquina o maquineta de rasurar, màquina d'afaitar o afaitadora és un petit electrodomèstic que s'utilitza per a l'afaitat masculí.
L'inventor de la maquineta elèctrica fou el nord-americà Jacob Schick. Schick volia una alternativa a la incomoditat de la fulla de rasurar quan no es disposava d'aigua o sabó; per a aquest fi es va proposar inventar un aparell per la rasura en sec.
L'any 1931 va llançar la seva primera maquineta; amb poc èxit però. Tanmateix no perdé el coratge i el 1937 va reeixir a vendre gairebé dos milions d'aparells als Estats Units, Anglaterra i el Canadà. Als anys 1940 Remington Rand va presentar la primera màquina amb dos capçals que va ser la progenitora de les maquinetes amb capçals múltiples. Fou també Remington qui va promoure la primera maquineta dissenyada per a la depilació de borrissol femení. Un altre important inventor fou el professor Alexandre Horowitz, dels laboratoris Philips, als Països Baixos, que va inventar el molt popular concepte de la maquineta basculant. La maquineta és accionada per un petit motor i té un capçal amb diverses fulles que tallen els pèls que entra pels orificis a ran de la pell. La majoria de les màquines poden connectar-se a la xarxa elèctrica; encara que també poden funcionar amb piles.